# Rilly-sur-Vienne
Rilly-sur-Vienne település Franciaországban, Indre-et-Loire megyében. Lakosainak száma 462 fő (2022. január 1.). Rilly-sur-Vienne Chezelles, Luzé, Marcilly-sur-Vienne, Parçay-sur-Vienne, Pouzay és Verneuil-le-Château községekkel határos.

## Népesség
A település népessége az elmúlt években az alábbi módon változott:
| Lakosok száma | 483  | 392  | 421  | 449  | 464  | 486  | 489  | 471  | 462  | 462  |
|               | 1968 | 1982 | 1990 | 2006 | 2013 | 2015 | 2017 | 2019 | 2020 | 2022 |